# Mont Robson
Le mont Robson (ou pic Robson) est le point culminant des Rocheuses canadiennes. Il est entièrement situé à l'intérieur du parc provincial du Mont Robson, en Colombie-Britannique. Le mont Robson est souvent assimilé au point culminant de la Colombie-Britannique, mais ce titre revient au mont Fairweather. Le mont Robson a été baptisé en 1915 par Colin Robertson, un employé de la compagnie de la Baie d'Hudson. Il possède d'autres noms non officiels comme Cloud Cap Mountain, Snow Cap Mountain, Yuh-hai-has-kun, et The Mountain of the Spiral Road.
Le relief du mont Robson s'élance grandement par rapport aux terrains aux alentours. Du lac Berg, la montagne s'élève de près de 2 400 mètres jusqu'au sommet. Le côté nord du mont Robson est largement glacé. Le côté sud de la montagne s'étend d'environ 3 000 mètres de la base au sommet. La face de l'Empereur, sur le côté nord-ouest, fournit un formidable défi aux grimpeurs tentant une voie à travers ce mur vertical de rocher et de glace.
Avec à la fois peu de voies faciles jusqu'au sommet et des conditions météo difficiles (le pic ne peut être vu qu'environ 14 jours dans l'année), seulement quelques ascensions par an sont victorieuses.
La face sud du mont Robson est clairement visible depuis l'autoroute Yellowhead (autoroute 16). La face sud peut être vue depuis le lac Berg, accessible après une randonnée de 17,5 kilomètres.

## Voies
Les cotations sont données selon l'échelle nord américaine.
- Face sud (voie normale) IV
- Face Kain IV (en l'hommage Conrad Kain (en))
- Arête Wishbone IV 5.6
- Barre de l'Empereur V 5.6
- Face de l'Empereur, Stump/Logan VI 5.9 A2
- Face de l'Empereur, Cheesmond/Dick VI 5.9 A2
- Face de l'Empereur, Kruk/Walsh, ouverte les 20 et 21 juin 2010 ; cotée M6[2].
- Face de l'Empereur, Running in the Shadows (VI, M6 AI5 A0)[3]
- Face nord IV
- Barre Fuhrer IV 5.4

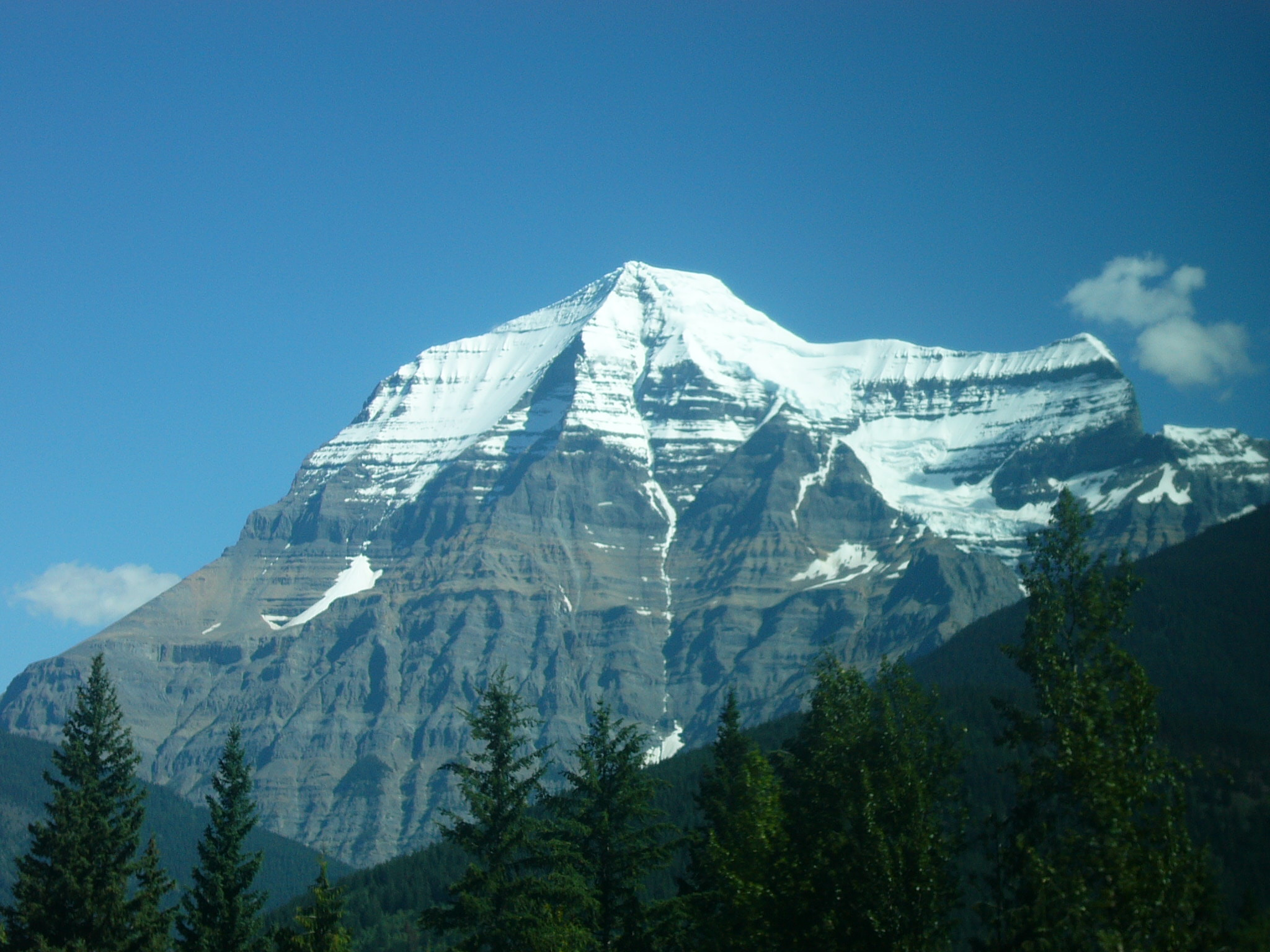
Mont Robson - face sud
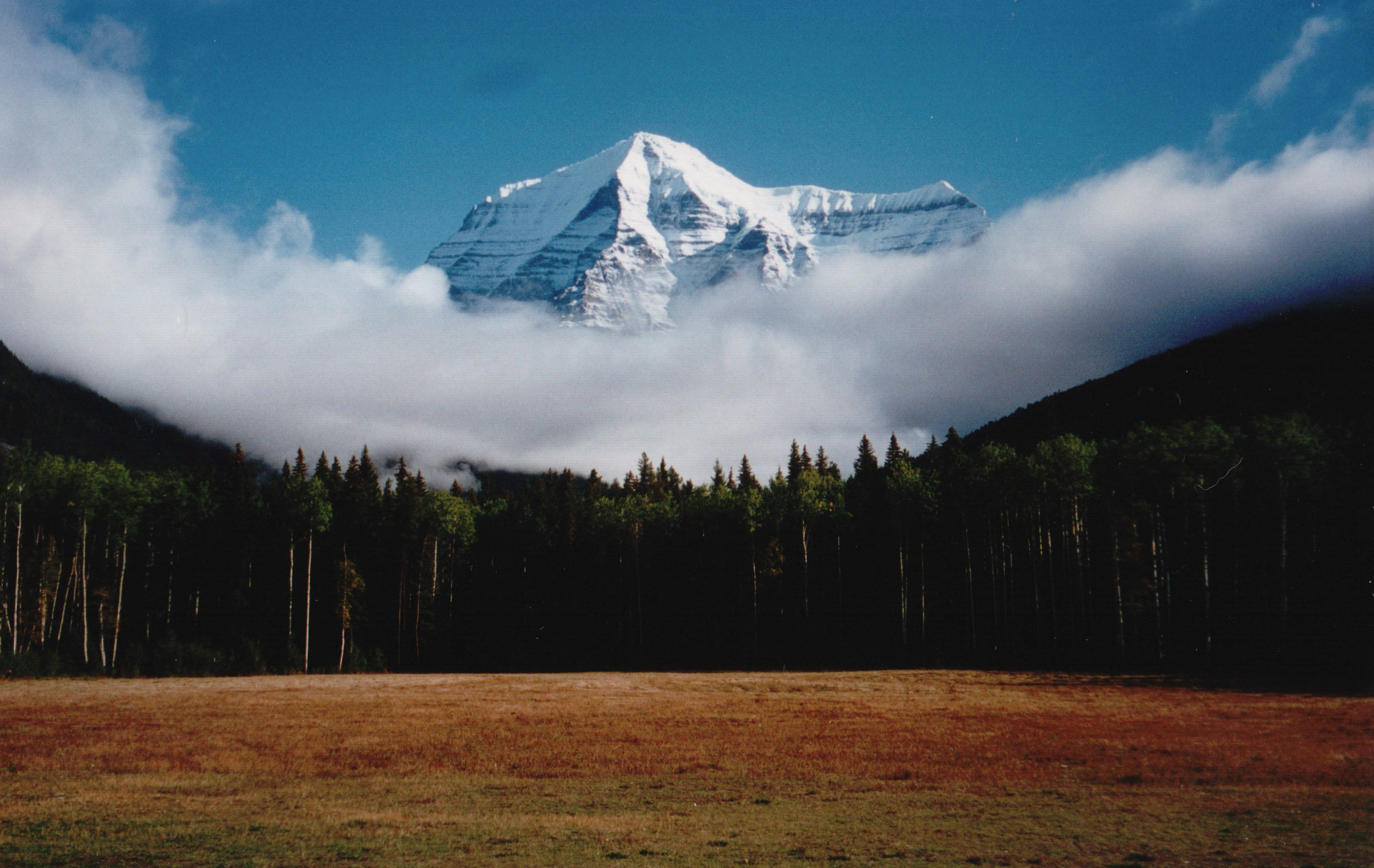
Mont Robson - face sud
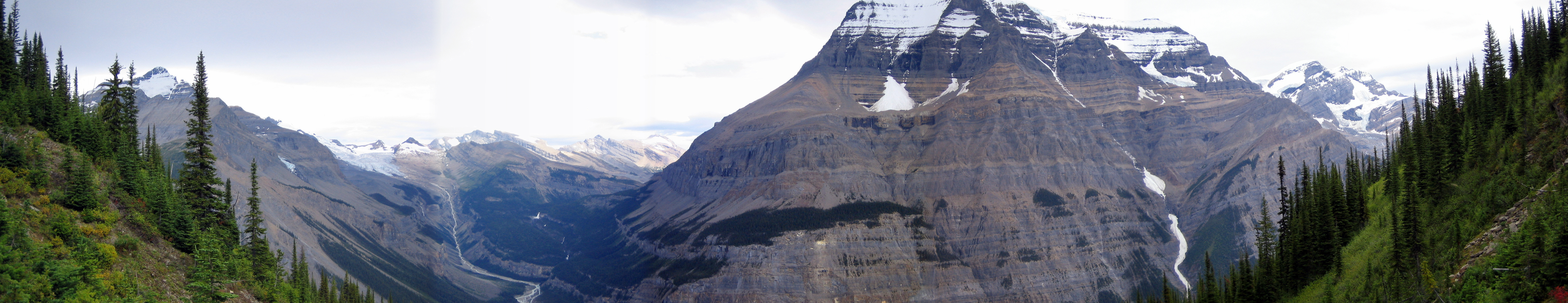
Mont Robson - face sud-ouest
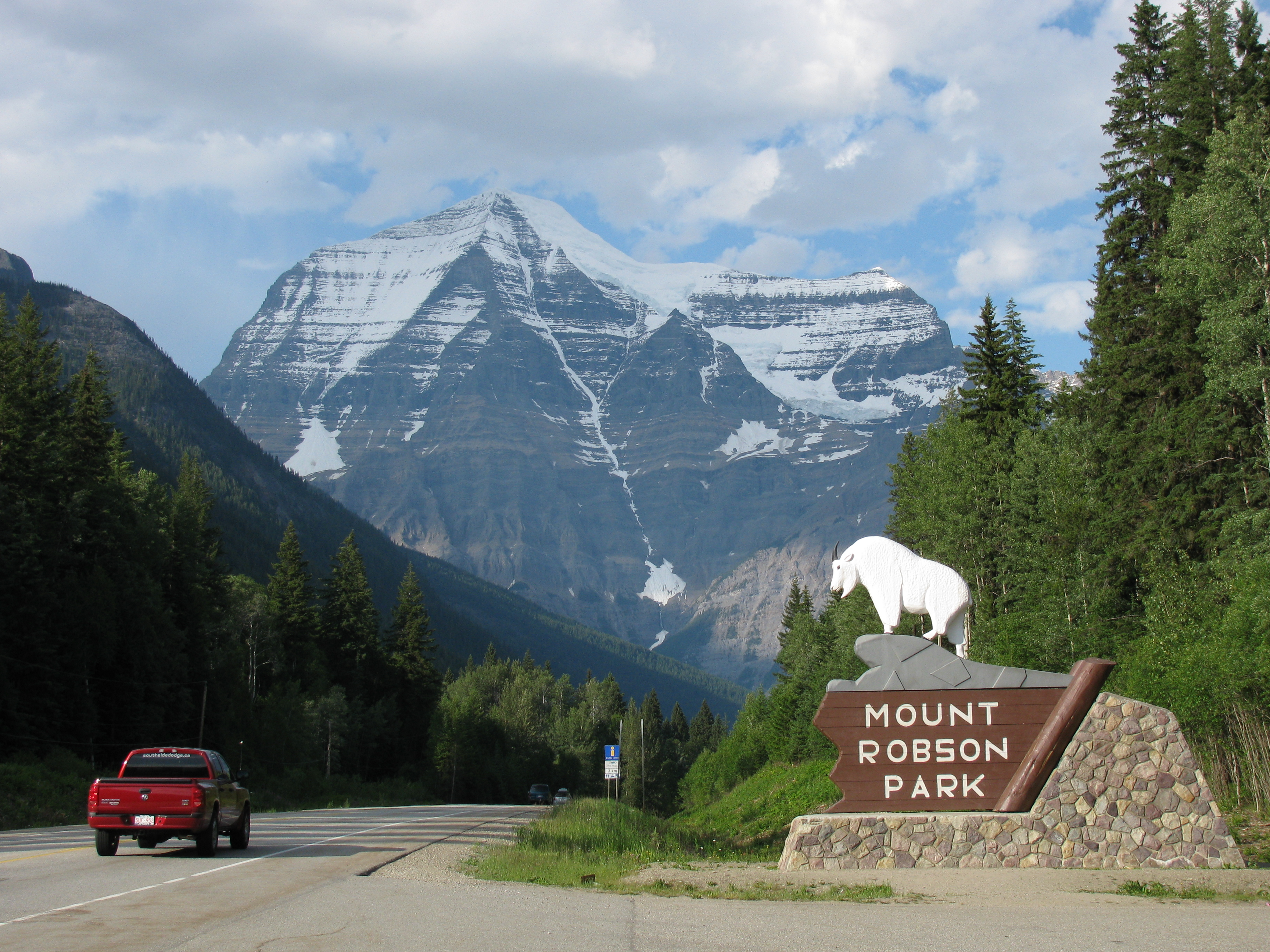
Mont Robson vu de l'entrée du parc provincial du Mont-Robson